# Головачов Олександр Олексійович
Олександр Олексійович Головачов (рос. Александр Алексеевич Головачёв; 27 листопада (10 грудня) 1909, Любохна — 6 березня 1945, Сілезія) — радянський офіцер, двічі Герой Радянського Союзу.

## Біографія
Народився 27 листопада (10 грудня 1909) року в селищі Любохні (нині Брянської області) в сім'ї робітника. Росіянин. Після закінчення 7 класів Любохонської сільської школи в 1922 році вступив в профтехшколу при заводі «Профінтерн» в селищі Бєжицях Орловської області. Отримавши спеціальність розмітника, в 1926 році розпочав свою трудову діяльність креслярем на заводі «Профінтерн». У 1927 році перейшов працювати розмітником в механічний цех цементного заводу імені Воровського, а пізніше креслярем в конструкторський відділ заводу.

### Військова кар'єра
У вересні 1929 року вступив до Об'єднаної військової школи імені ВЦВК РРФСР в місті Москві, де спочатку був курсантом, а потім старшиною 4-ї стрілецької роти. У 1930 році був прийнятий кандидатом у члени ВКП(б), а в 1931 році став членом партії. У 1932 році з відзнакою закінчив ОВШ імені ВЦВК РРФСР і був направлений командиром кулеметного взводу 5-ї стрілецької роти 2-го стрілецького полку Московської Пролетарської стрілецької дивізії. У червні 1933 року переведений в 9-й стрілецький полк 10-го стрілецького корпусу на посаду командира кулеметного взводу ППО 25-го окремого стрілецького батальйону (місто Кірсанов Тамбовської області). У січні 1934 року призначений командиром кулеметної роти. У січні 1935 року призначений командиром 9-ї стрілецької роти в 57-й стрілецький полк 19-ї Воронезької стрілецької дивізії Московського військового округу, який дислокувався в місті Острогозьку Воронезької області. У листопаді 1935 року призначений начальником штабу 3-го батальйону 57-го стрілецького полку (слобода Алексєєвка Воронезької області; нині місто Алексєєвка Бєлгородської області). У тому ж році отримав військове звання старшого лейтенанта.
У червні 1937 року за доносом товариша по службі був звільнений з РСЧА, а 31 липня 1937 року заарештований НКВС і поміщений у в'язницю міста Острогозька, де просидів 15 місяців. Звинувачувався за статею 58 пункт 6 (контрреволюційна пропаганда або агітація), а потім по статті 58 пункт 10 КК РРФСР (шпигунство). Після того, як слідчими органами було встановлено, що матеріали, подані на О. Головачова, носять наклепницький характер, був звільнений з в'язниці.
З жовтня 1938 по січень 1939 рокув працював викладачем креслення в школі ФЗУ при ремонтно-механічному заводі міста Острогозька. У січні 1939 року був відновлений в Червоній армії, в ВКП(б) і призначений командиром роти 57-го стрілецького полку 19-ї Воронезької стрілецької дивізії. У травні 1939 року призначений спочатку тимчасово виконуючим, а потім начальником штабу 2-го батальйону 57-го стрілецького полку. У вересні 1939 року на базі 19-ї Воронезької стрілецької дивізії розгорнулися три нових дивізії: 120-а, 149-а (на базі 56-го і 57-го стрілецьких полків відповідно), а також нова 19-а (на базі 55-го полку). У ході розгортання 149-ї стрілецької дивізії Головачов виконує посаду начальника штабу одного з знову формованих полків. Потім він з командою, призваних із запасу, спрямований в 146-й стрілецький полк 44-ї стрілецької дивізії (Київський особливий військовий округ) у складі якого бере участь в поході на Західну Україну на посаді начальника штабу 146-го Богунського полку.
Після закінчення походу і прибуття 44-ї дивізії до нового місця розміщення в місто Бережани Тарнопольськой області, Головачов з командою призваних з Воронезької області, повертається до місця своєї колишньої служби — в селище Алексєєвку Воронезької області, де в жовтні-листопаді 1939 року призначений командиром батальйону 744-го стрілецького полку 149-ї стрілецької дивізії. З 25 грудня 1939 року відряджений до розпорядження командувача 9-ї армії Ленінградського військового округу і з 12 січня 1940 року вступає на посаду командира 1-го стрілецького батальйону 25-го стрілецького полку 44-ї Червонопрапорної стрілецької дивізії, яка з січня по березень 1940 займала бойовий порядок на кордоні з Фінляндією в районі населених пунктів Ратевара, Пурасе.
У квітні 1940 року після закінчення радянсько-фінської війни, 25-й полк у складі 44-ї дивізії переїжджає до нового місця дислокації у місто Коростень Житомирської області, а потім до нового місця свого розташування — район міста Болехова Станіславської області. У цьому ж місяці Головачов призначений командиром 4-го окремого розвідувального батальйону 44-ї Червонопрапорної стрілецької дивізії (дислокується в місті Болехові). У квітні-травні 1941 року при переході на штат гірськострілецької дивізії 4-й окремий розвідувальний батальйон розформовується і з 13 травня 1941 року капітан О. Головачов призначений начальником штабу 146-го гірськострілецького полку, який розташовується в місті Сколе недалеко від радянсько-угорського кордону.

#### Німецько-радянська війна
На початку німецько-радянської війни — начальник штабу і командир стрілецького полку, з серпня 1942 року командував 52-ю (пізніше 23-я гвардійська) мотострілецькою бригадою. Брав участь у боях при форсуванні Дону, відвоюванні України, в битві за Дніпро.
Особливо відзначилася бригада полковника Головачова під час Львівсько-Сандомирської операції, в ході якої вона відвоювала міста: Городок Львівської області та Львів, успішно форсувала річку Віслу і захопила плацдарм на її західному березі.
Указом Президії Верховної Ради СРСР від 23 вересня 1944 року командиру 23-ї Гвардійський мотострілецької бригади гвардії полковнику Головачову Олександру Олексійовичу присвоєно звання Героя Радянського Союзу з врученням ордена Леніна і медалі «Золота Зірка» (№ 4 659).

Могила Олександра Головачова

Загинув у бою 6 березня 1945 року (був убитий осколком ворожого снаряда) в Сілезії в районі Логан (Польща). Похований в місті Василькові Київської області. На могилі встановлено пам'ятник.
Указом Президії Верховної Ради СРСР від 6 квітня 1945 року командир 23-ї Гвардійської мотострілецької бригади гвардії полковник Головачов Олександр Олексійович посмертно нагороджений другою медаллю «Золота Зірка».

## Нагороди
Нагороджений орденом Леніна, трьома орденами Червоного Прапора, двома орденами Суворова 2-го ступеня, орденом Червоної Зірки, медалями.

## Пам'ять
Іменем двічі Героя Радянського Союзу гвардії полковника О. О. Головачова названі: вулиця в Москві; середня школа в селищі Любохні. Його ім'я носив пасажирський теплохід Бєльського річкового пароплавства (Башкирія, місто Уфа).